# Louis-Camus Destouches

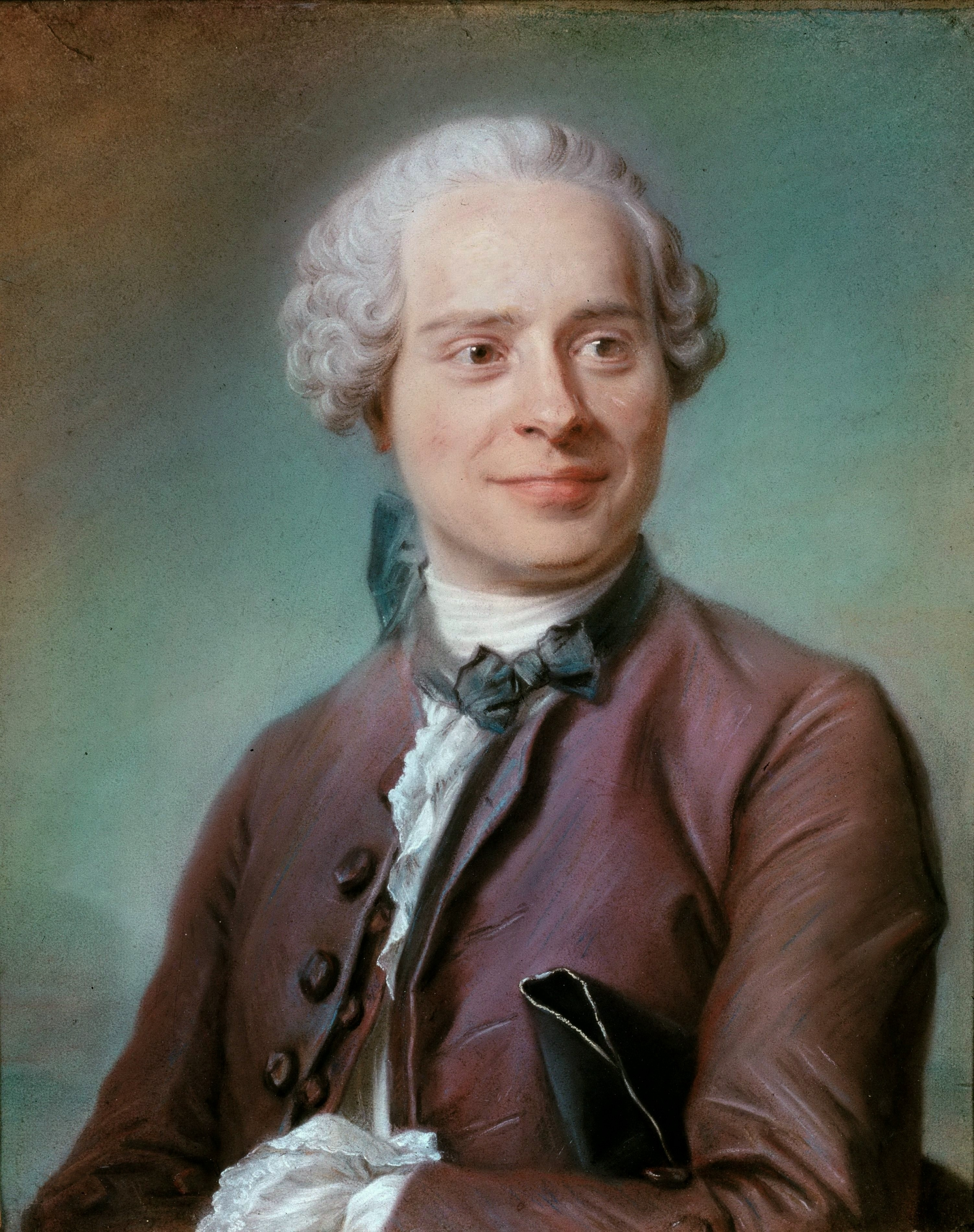
Jean le Rond d'Alembert, hijo ilegítimo de Louis-Camus Destouches

Louis-Camus Destouches (1668 – 11 de marzo de 1726), llamado irónicamente Destouches-Canon, fue un militar del cuerpo de artillería del Ejército Real francés.

## Carrera militar
Louis Camus Destouches alcanzó el grado de teniente general de artillería en el Ejército Real. Sirvió en los reinados de Luis XIV y Luis XV, ganándose el apodo de Destouches-Canon por su agudeza artillera. Se convirtió en Caballero de la Orden de Saint-Lazare en 1690, y Caballero de la Orden de San Luis en 1720, de la que más tarde alcanzó el grado de Comendador (1725).

## Familia
De una relación superficial con Claudine Guérin de Tencin, madame de Tencin, Destouches fue padre de un niño nacido en 1717. Con el tiempo, ese niño se convertiría en Jean le Rond d'Alembert, famoso matemático y filósofo, coeditor de la Enciclopedia. Al principio, el niño ingresó en un orfanato de la Iglesia, pero Destouches se las arregló para enviarle de manera reservada a una familia de artesanos.  Destouches, en secreto, financió la educación de su hijo ilegítimo, y cuando murió en París, en 1726, dejó a D'Alembert unos ingresos netos de 1.200 libras anuales.